# Ophiusa pura
Ophiusa pura là một loài bướm đêm trong họ Erebidae.